# Twierdzenia o izomorfizmie
Twierdzenie o izomorfizmie – twierdzenie matematyczne, szeroko stosowane w algebrze uniwersalnej, mówiące o istnieniu pewnych naturalnych izomorfizmów.
Twierdzenia o izomorfizmie zostały sformułowane w pewnej ogólności dla homomorfizmów modułów przez Emmy Noether w jej dziele Abstrakter Aufbau der Idealtheorie in algebraischen Zahl- und Funktionenkörpern („Abstrakcyjne konstrukcje teorii ideałów w algebraicznych ciałach liczbowych i funkcyjnych”) opublikowanej w 1927 roku w Mathematische Annalen. Mniej ogólne wersje tych twierdzeń można znaleźć w pracach Richarda Dedekinda i wcześniejszych pracach Noether.
Trzy lata później Bartel Leendert van der Waerden wydał swoją doniosłą Algebrę, pierwszy podręcznik algebry abstrakcyjnej, który wykorzystywał (teraz tradycyjne) podejście do przedmiotu: grupy-pierścienie-ciała. Van der Waerden wskazał jako swoje główne źródła wykłady z teorii grup u Noether i algebry u Emila Artina oraz seminarium prowadzone przez Artina, Wilhelma Blaschke, Ottona Shreiera i samego van der Waerdena dotyczące ideałów. Pojawiają się w nim trzy twierdzenia o izomorfizmie nazywane twierdzeniem o homomorfizmie oraz, w odniesieniu do grup, dwoma prawami izomorfizmów.

## Grupy
Poniższe twierdzenia o izomorfizmie dla grup przyjmują prostszą postać niż ich ogólne odpowiedniki i wyrażają ważne własności grup ilorazowych; we wszystkich trzech „dzielnikiem” jest podgrupa normalna („dzielnik normalny”).

### Pierwsze twierdzenie
Jeżeli {\displaystyle G,\ H} są grupami, a
{\displaystyle f\colon G\to H}
jest homomorfizmem, to
- jądro {\displaystyle K} homomorfizmu {\displaystyle f} jest podgrupą normalną {\displaystyle G,}
- obraz {\displaystyle f} jest podgrupą {\displaystyle H,} a
- grupa ilorazowa {\displaystyle G/K,} nazywana czasem koobrazem, jest izomorficzna z obrazem {\displaystyle f.}

Jeżeli ciąg rozszczepia się, to {\displaystyle G} jest w rzeczywistości iloczynem półprostym. W kategorii abelowej lemat o rozszczepianiu uściśla ten fakt do rozkładu {\displaystyle G} na sumę prostą.

### Drugie twierdzenie (znane też jako trzecie)
Niech
{\displaystyle H,K} będą podgrupami {\displaystyle G,}
{\displaystyle H} będzie podgrupą normalną {\displaystyle G.}
Wówczas
Iloczyn {\displaystyle HK} grup {\displaystyle H} oraz {\displaystyle K} jest podgrupą w {\displaystyle G,}
{\displaystyle H\cap K} jest podgrupą normalną w {\displaystyle K,} a
{\displaystyle HK/H} jest izomorficzna z {\displaystyle K/(H\cap K).}

### Trzecie twierdzenie (znane też jako drugie)
Jeżeli
{\displaystyle M,N} są podgrupami normalnymi w {\displaystyle G} takimi, że {\displaystyle M} zawiera się w {\displaystyle N,}
to
{\displaystyle M} jest podgrupą normalną w {\displaystyle N,}
{\displaystyle N/M} jest podgrupą normalną w {\displaystyle G/M,}
{\displaystyle (G/M)/(N/M)} jest izomorficzna z {\displaystyle G/N.}
Wynik ten uogólnia się przez lemat dziewiątkowy na kategorie abelowe i bardziej ogólne odwzorowania między obiektami.

## Pierścienie i moduły
Twierdzenia o izomorfizmie są prawdziwe także dla pierścieni, homomorfizmów pierścieni i ideałów. W tym przypadku należy zamienić pojęcia „grupa” na „pierścień”, „podgrupa” na „podpierścień” i „podgrupa normalna” na „ideał”, a „grupa ilorazowa” na „pierścień ilorazowy”.
Twierdzenia o izomorfizmie obowiązują również dla modułów nad ustalonym pierścieniem {\displaystyle R.} W sformułowania należy jedynie zamienić pojęcia „grupa” na „{\displaystyle R}-moduł”, „podgrupa” i „podgrupa normalna” na „podmoduł”, a „grupa ilorazowa” na „moduł ilorazowy”.
Tym samym twierdzenia zachodzą i dla przestrzeni liniowych nad ustalonym ciałem: wystarczy użyć odpowiednio kolejnych pojęć „przestrzeń liniowa”, „podprzestrzeń liniowa” oraz „przestrzeń ilorazowa” w miejsce wymienionych wyżej struktur modularnych. Pierwsze twierdzenie o izomorfizmie jest lepiej znane w tym kontekście jako twierdzenia o rzędzie.
We wspomnianych przypadkach używana jest notacja addytywna supremum to „{\displaystyle H+K}”, nie zaś „{\displaystyle HK}”.

## Algebry
Aby uogólnić ten wynik na algebrę uniwersalną, podgrupy normalne muszą być zastąpione kongruencjami.
Krótko, jeżeli {\displaystyle A} jest algebrą uniwersalną, to kongruencją na {\displaystyle A} jest relacja równoważności {\displaystyle \Phi } określona na {\displaystyle A,} która jest podalgebrą, gdy jest ona rozpatrywana jako podzbiór {\displaystyle A\times A} (z działaniami określonymi po współrzędnych). Zbiór klas równoważności {\displaystyle A/\Phi } może być przekształcony w algebrę tego samego typu poprzez zdefiniowanie działań na reprezentantach; będą one dobrze określone, ponieważ {\displaystyle \Phi } jest podalgebrą {\displaystyle A\times A.}

### Pierwsze twierdzenie
Jeżeli {\displaystyle A,B} są algebrami, a {\displaystyle f} homomorfizmem z {\displaystyle A} do {\displaystyle B,} to relacja równoważności {\displaystyle \Phi } określona na {\displaystyle A} wzorem
{\displaystyle a\sim b\iff f(a)=f(b)} jest kongruencją na {\displaystyle A,} zaś algebra {\displaystyle A/\Phi } jest izomorficzna z obrazem {\displaystyle f,} czyli podalgebrą w {\displaystyle B.}

### Drugie twierdzenie
Dla danej algebry {\displaystyle A} i jej podalgebry {\displaystyle B} oraz kongruencji określonej na {\displaystyle A,} niech {\displaystyle [B]\Phi } będzie podzbiorem {\displaystyle A/\Phi } wyznaczanym przez wszystkie klasy kongruencji zawierające element z {\displaystyle B.} Symbol {\displaystyle \Phi _{B}} będzie oznaczał przecięcie {\displaystyle \Phi } (rozpatrywane jako podzbiór {\displaystyle A\times A}) z {\displaystyle B\times B.} Wówczas {\displaystyle [B]\Phi } jest podalgebrą {\displaystyle A/\Phi ,} a {\displaystyle \Phi _{B}} jest kongruencją na {\displaystyle B} i wreszcie algebra {\displaystyle [B]\Phi } jest izomorficzna z algebrą {\displaystyle B/\Phi _{B}.}

### Trzecie twierdzenie
Niech {\displaystyle A} będzie algebrą, a {\displaystyle \Phi } oraz {\displaystyle \Psi } będą dwoma relacjami kongruencji określonymi na {\displaystyle A,} gdzie {\displaystyle \Psi } zawiera się w {\displaystyle \Phi .} Wówczas {\displaystyle \Phi } wyznacza kongruencję {\displaystyle \Theta } na {\displaystyle A/\Psi } określoną wzorem
{\displaystyle [a]_{\Psi }\sim [b]_{\Psi }\iff a\sim _{\Phi }b,} a {\displaystyle A/\Phi } jest izomorficzna z {\displaystyle (A/\Psi )/\Theta .}